# 毛惟新
毛惟新（？—1839年10月21日（道光十九年九月十五日）），和名東風平親方安度，又稱澤岻親方安度，琉球國第二尚氏王朝政治家、三司官。
嘉慶二十三年（1818年），毛惟新以耳目官的身份，與正議大夫鄭克新（宮城親雲上）一起前往清朝朝貢。嘉慶二十五年（1820年），為稟報進貢使回國事，他奉命出使薩摩藩。道光四年（1824年），奉命出使薩摩藩。
尚灝王歸政於世子尚育後，道光十二年（1832年），毛惟新以謝恩副使的身份，與正使尚楷（豐見城王子朝春）一起上江戶。途中尚楷去世，由尚楷的弟弟讚議官向寬（普天間親雲上朝典）作為正使替身前往。使團於翌年歸國。
道光十六年正月七日（1836年2月23日），就任三司官。道光十八年四月二十六日（1838年5月19日），賜紫地浮織冠。道光十九年九月十五日（1839年10月21日）卒。